# ハイノ・フェルヒ
ハイノ・フェルヒ（Heino Ferch,  1963年8月18日 - ）は、ドイツの俳優。

## 経歴
船長の息子としてブレーマーハーフェンに生まれる。15歳の時故郷の市立劇場でミュージカルの舞台に立ったのが、役者としてのキャリアの始まり。一方で在学中は体操競技のジュニア代表選手の一員としてヨーロッパ各地を回った。1987年、ザルツブルクのモーツァルテウムを卒業。演劇を専攻したほか、タップダンス、バレエ、歌唱を学んだ。
卒業後、自由ベルリン大衆劇団に加入。1990年にシラー劇団に移り、『群盗』、『お気に召すまま』などの舞台を演じ、またザルツブルク音楽祭やミラノ・スカラ座、ウィーンのブルク劇場にゲスト出演した。
映画初出演は1987年。その後着実に経験を積み、1997年にはさまざまなジャンルの9本の映画に出演、うち7本で主役あるいは準主役を演じた。1998年にはトム・ティクヴァ監督の『ラン・ローラ・ラン』に出演。さらに2000年にはテレビドラマ『トンネル』に出演した。2004年には『ヒトラー 〜最期の12日間〜』に出演。活動はドイツ国内が中心だが、フランスからの出演オファーも多くなっている。
東西ドイツ再統一前後の1987年から2006年までベルリンに住んでおり、その経験は演技にも反映されている。2000年まで年上の女優と交際、その後女医と生活して一女をもうけたが、2002年に知人の紹介で知り合った馬術競技の元ドイツ代表選手と交際を開始。2005年に帆船の上で結婚式を挙げ、バイエルンのアマー湖畔に居を移した。夫妻の共通の趣味はポロで、その振興団体に属している。

## 主な出演作品
- 魔王 Der Unhold （1996年）
- ウィンタースリーパー Winterschläfer （1997年）
- 逢いたくてヴェニス 2 Männer, 2 Frauen - 4 Probleme!? （1998年）
- ラン・ローラ・ラン　Lola rennt （1998年）
- タワー・オブ・タイタンズ I guardiani del cielo （1998年） ※テレビ映画
- デニス・ホッパー in 狙×撃×者 Straight Shooter （1999年） ※日本劇場未公開
- レッドストーム Der Feuerteufel - Flammen des Todes （1999年） ※テレビ映画
- トンネル Der Tunnel （2001年）
- キング・オブ・キングス Napoléon （2002年） ※テレビミニシリーズ
- EX エックス Extreme Ops （2002年）
- ダーク・プレイス Das Wunder von Lengede （2003年） ※テレビ映画
- ヒトラー 〜最期の12日間〜 Der Untergang （2004年）
- 三銃士 妖婦ミレディの陰謀 D'Artagnan et les Trois Mousquetaires （2005年） ※全2回のテレビミニシリーズ
- エアリフト Die Luftbrücke - Nur der Himmel war frei （2005年） ※テレビ映画
- ヒトラーの旋律 Vilniaus getas （2005年） ※日本劇場未公開
- トロイの秘宝を追え! Der geheimnisvolle Schatz von Troja （2007年） ※テレビ映画
- バーダー・マインホフ 理想の果てに Der Baader Meinhof Komplex （2008年）
- ミッション:エクストリーム Jerry Cotton （2010年） ※日本劇場未公開
- ヴィンセントは海へ行きたい Vincent will Meer （2010年） ※日本劇場未公開
- ザ・ファイト 拳に込めたプライド Max Schmeling （2010年） ※日本劇場未公開
- ブラック・セプテンバー 〜ミュンヘンオリンピック事件の真実〜 München 72 - Das Attentat （2012年） ※テレビ映画
- 汚れたミルク/あるセールスマンの告発 Tigers （2014年）
- フランス組曲 Suite Française （2014年）
- ガン・ドッグ Hot Dog （2018年）